# 2 in a Room
2 in a Room was een Amerikaanse groep die hiphouse maakte. Deze bestond uit rappers Rafael "Dose" Vargas en Elvin "Floodlight" Ovalles en de producers Winston Rosa en Roger Pauletta. Het meest bekend werden ze met de hit Wiggle it (1990). In 1995 keerden ze terug als 740 Boyz met de hit Shimmy shake. Daarna gingen ze door onder de naam Fulanito. 

## Geschiedenis
2 in a Room werd in 1987 opgericht tijdens de opkomst van de hiphouse. Aanvankelijk bestond de groep uit Roger Pauletta en Rafael "Dose" Vargas. In 1989 werden er enkele singles en een debuutalbum uitgebracht. De doorbraak volgde echter met door houseproducer George Morel geproduceerde Wiggle it (1990) dat een wereldwijde hit werd. Daarna werd het een tijd rustig tot 1995. Tijdens deze jaren worden producer Winston Rosa en rapper Elvin "Floodlight" Ovalles aan de formatie toegevoegd. Het album World party werd geen groot succes. Een nieuw project onder de naam 740 Boyz leverde echter een zomerhit op met het nummer Shimmy shake. Er verschenen nog enkele singles en een album. Daarna werd de groep omgevormd naar Fulanito. Hier werd er meer Latin aan de muziek toegevoegd. Het album El Hombre Mas Famoso De La Tierra (1997) deed het vooral in Latijns-Amerika goed en verkocht een half miljoen maal.

## Discografie

### Hitnoteringen
| Single met eventuele hitnotering(en) in de Nederlandse Top 40 | Datum van verschijnen | Datum van binnenkomst | Hoogste positie | Aantal weken | Opmerkingen                            |
| ------------------------------------------------------------- | --------------------- | --------------------- | --------------- | ------------ | -------------------------------------- |
| Do What You Want                                              | 1990                  | 20-1-1990             | 25              | 4            |                                        |
| Wiggle It                                                     | 1991                  | 16-3-1991             | 24              | 4            |                                        |
| She's Got Me Going Crazy                                      | 1991                  | 13-4-1991             | tip             | -            |                                        |
| Shimmy Shake                                                  | 1995                  | 26-8-1995             | 10              | 9            | als 740 Boyz / Dancesmash op Radio 538 |
| Bump Bump (Booty Shake)                                       | 1996                  | 27-1-1996             | tip             | -            | als 740 Boyz                           |

Albums:
- The Album Vol. 1 (1989)
- Wiggle It (1990)
- World Party (1995)
- 740 Boyz - 740 Boyz (1996)
- Fulanito - El Hombre Mas Famoso De La Tierra (1997)
- Fulanito - El Padrino (1999)
- Fulanito - Americanizao (2002)
- Fulanito - La Verdad (2005)
- Fulanito - Vacaneria (2007)